# João Francisco Vieira Braga
João Francisco Vieira Braga, barão, visconde e conde de Piratini (Piratini, 3 de agosto de 1797 — Pelotas, 9 de maio de 1887), foi um estancieiro, empresário e político brasileiro.
Filho do capitão João Francisco Vieira Braga e Maria Angelica Barbosa, casou com Francisca Cecilia Firminiana Rodrigues do Pilar, com quem não teve filhos. Era neto materno de Manuel João do Alencastre e Maria da Luz (esta filha do capitão Francisco Xavier de Azambuja).

## Biografía
Capitalista de sucesso, sempre contribui com fundos pessoais para os diversos conflitos em que o Brasil esteve envolvido: Primeira campanha cisplatina, Guerra Cisplatina, lado imperial da Revolução Farroupilha, Guerra contra Rosas, Guerra do Paraguai, além de ter contribuído com financeiramente para a colonização alemã no Rio Grande do Sul e também a de Nova Friburgo.
Sua oposição aos farroupilhas, fez com que tivesse que emigrar temporariamente para o Rio de Janeiro, em 1836, tendo lá permanecido até 1845.
Foi vereador em Rio Grande, deputado provincial eleito à 1ª Legislatura da Assembleia Provincial e também à 2ª Legislatura. 
Foi presidente da Sociedade Promotora da Indústria Rio-grandense em Rio Grande, fundador da câmara de comércio da cidade em 1844, sustentou a Santa Casa de Misericórdia de Rio Grande. Foi vice-presidente da província do Rio Grande do Sul.

## Títulos e Honras
Agraciado em 1854 com o título de Barão de Piratini; em 29 de dezembro de 1866 elevado a visconde; e em 20 de junho de 1885 a conde. Foi também agraciado comendador da Imperial Ordem da Rosa e da Imperial Ordem de Cristo,  oficial da Imperial Ordem do Cruzeiro, veador da Casa Imperial.
Hospedou D. Pedro II em sua casa, em 1865, quando este veio ao Rio Grande do Sul acompanhar a rendição de Uruguaiana.